# Johann Kogler
Johann „Hans“ Kogler (* 12. Mai 1968 in Oberzeiring) ist ein ehemaliger österreichischer Fußballspieler und aktueller Fußballtrainer.

## Vereinskarriere
Kogler wechselte zur Saison 1989/90 vom Zweitligaabsteiger Wolfsberger AC zum österreichischen Traditionsverein Grazer AK in die Bundesliga. Er etablierte sich auf Anhieb in der Mannschaft und absolvierte 19 Spiele, in denen ihm zwei Tore gelangen. Als der GAK am Ende der Saison abstieg, blieb Kogler trotz mehrerer Angebote dem Verein treu und absolvierte eine Saison in der damaligen zweiten Division.
Nachdem dem GAK der sofortige Wiederaufstieg misslang, wechselte er im Sommer 1991 zum oberösterreichischen Bundesligisten Vorwärts Steyr. Trotz guter Leistungen für Steyr, blieb ihm der endgültige Durchbruch vorerst verwehrt. 
Für die Saison 1993/94 kam es zum Transfer auf Leihbasis zu Admira Wacker. Der damalige Trainer der Admira, Dietmar Constantini suchte dringend einen Ersatz für den nach Salzburg abgewanderten Peter Artner, welcher in der Vorsaison das Um und Auf des Admira-Spiels war und zehn Tore erzielen konnte. Kogler erfüllte auf Anhieb die in ihn gesetzten Erwartungen und wurde in Folge fix von Admira Wacker verpflichtet. In der Saison 1994/95 avancierte er zum Nationalspieler. Nach der überdurchschnittlich starken Saison ließ sich Constantini zu der Aussage hinreißen, Kogler sei ein „technisch hervorragender Universalspieler mit schier unerschöpflichem Potential“. 
Nach dem sportlich enttäuschenden neunten Tabellenplatz in der Saison 1995/96 wechselte Kogler zum damals hochambitionierten LASK Linz zurück nach Oberösterreich. In Linz erlitt Kogler immer wieder kleine Verletzungen, kämpfte sich aber jedes Mal in den Stammkader zurück. Er wurde einmal Siebenter und zweimal Fünfter in der Bundesliga. Als es nach der Saison 1998/99 im Zuge der „Rieger-Affäre“ zu finanziellen Problemen beim LASK kam, wagte er den Schritt ins Ausland. 
Es folgte ein halbes Jahr in der deutschen zweiten Liga bei der SpVgg Greuther Fürth. Nach nur sechs Saisonspielen für Fürth verletzte er sich im Spiel gegen Fortuna Düsseldorf schwer am Knie. Da ein Karriereende nicht auszuschließen war, wurde daraufhin sein Vertrag in beidseitigem Vernehmen aufgelöst.
Wider Erwarten kämpfte sich Kogler wieder zurück und unterschrieb im Winter 1999 einen Vertrag bei SW Bregenz. In den Folgejahren war er bei Bregenz und auch später in Lustenau zwar Stammspieler, konnte aber nicht mehr an seine alten Leistungen anknüpfen. Ab 2003 ließ er seine Karriere in der österreichischen Regionalliga West bei Hohenems als Spieler und in Folge bei Viktoria Bregenz als Spielertrainer ausklingen.
Johann Kogler war bis 3. Oktober 2011 als Trainer beim FC Lustenau tätig.

## Nationalmannschaft
Kogler debütierte am 7. September 1994 beim 4:0-Auswärtssieg in Eschen gegen Liechtenstein für die österreichische Nationalmannschaft.
Kogler war neben Toni Polster der Einzige, der sämtliche sechs Europameisterschafts-Qualifikationsspiele der Saison 1994/95 mitmachte. 
Nach seinem Wechsel zum LASK wurde er nicht mehr in die Nationalmannschaft einberufen.
Insgesamt absolvierte er 7 Länderspiele, in denen ihm jedoch kein Torerfolg gelang.